# 小行星3835
小行星3835（英語：3835 Korolenko）是一颗围绕太阳公转的小行星。1977年9月23日，尼古拉·切爾尼赫在克里米亚发现了此天体。
这颗小行星的绝对星等为233.00823等。